# Dekanat Hermeskeil-Waldrach
Das Dekanat Hermeskeil-Waldrach war eines von 33 Dekanaten im katholischen Bistum Trier, das im Südwesten von Deutschland liegt und aufgeteilt ist in die Visitationsbezirke Koblenz, Saarbrücken und Trier. Es erstreckte sich über die Gebiete der Verbandsgemeinde Hermeskeil, der ehemaligen Verbandsgemeinde Kell am See und der Verbandsgemeinde Ruwer sowie über den Trierer Stadtbezirk Ruwer/Eitelsbach.
Das Dekanat wurde zum 1. Januar 2022 aufgelöst, es entstanden neue Pastorale Räume im Bistum Trier.

## Geschichte
Das Dekanat Hermeskeil wurde im Jahre 1827 erstmals mit 32 Pfarreien konstituiert.
Das Dekanat Hermeskeil-Waldrach bestand zuletzt aus der Pfarrei St. Franziskus Hermeskeil und den Pfarreiengemeinschaften Schillingen und Waldrach.
Dechant des Dekanates war bis Juni 2019 Clemens Grünebach.
Die Auflösung erfolgte zum 1. Januar 2022.
Danach kamen die Pfarreien zu den Pastoralen Räumen Trier bzw. Hermeskeil.
Das neue Gebiet des Pastoralen Raums Hermeskeil umfasste ab 2022 die Pfarreiengemeinschaft (PG) Schillingen, die Pfarrei St. Franziskus Hermeskeil, die Hochwaldgemeinden der PG Waldrach (Osburg, Thomm, Lorscheid, Farschweiler) und die PG Thalfang. Die übrigen Pfarreien kamen zum neuen Pastoralen Raum Trier. Seit 2025 besteht der Pastorale Raum Hermeskeil aus den Pfarreien St. Franziskus Im Hochwald und Herz Jesu Im Hochwald.

## Pfarrei St. Franziskus Hermeskeil
Pfarrbezirke:
1. St. Paulinus, Beuren
2. Dreifaltigkeit, Bescheid
3. St. Johannes der Täufer, Damflos
4. Rosenkranzkönigin, Geisfeld

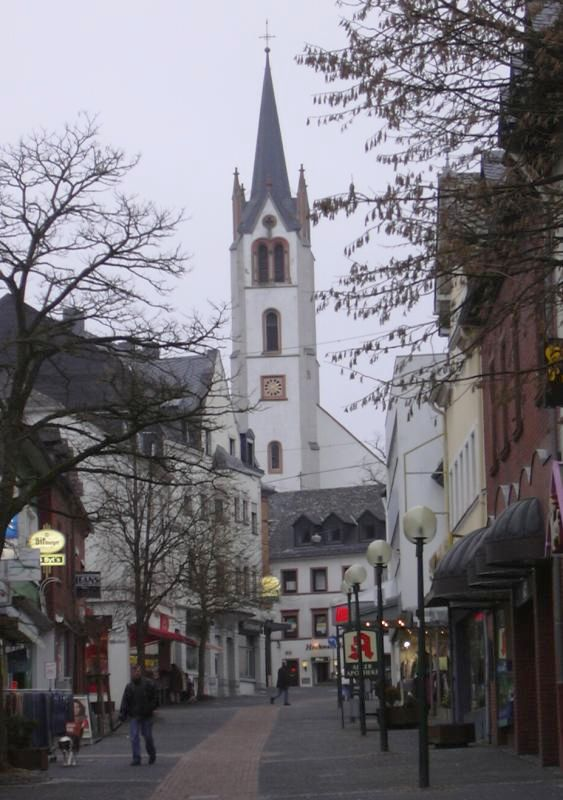
Katholische Kirche in Hermeskeil

5. Erscheinung des Herrn, Gusenburg und Grimburg (mit der Kirche St. Medardus)
6. St. Martin, Hermeskeil
7. St. Anna, Rascheid
8. St. Antonius von Padua, Züsch, mit der kath. Pfarrkirche St. Antonius von Padua, sowie Neuhütten und Muhl (mit der Kapelle St. Josef)

## Pfarreiengemeinschaft Schillingen
Pfarreien:
1. St. Nikolaus, Greimerath
2. St. Georg, Hentern
3. St. Bartholomäus, Kell am See
4. St. Quintinus, Lampaden
5. St. Wendalinus, Mandern
6. St. Willibrord, Waldweiler
7. St. Remigius, Reinsfeld
8. St. Alban, Schillingen, mit der kath. Pfarrkirche St. Albanus und Heddert (mit der Kirche St. Laurentius)
9. St. Laurentius, Zerf

## Pfarreiengemeinschaft Waldrach
Pfarreien:
1. Mariä Heimsuchung, Farschweiler
2. St. Cosmas und Damian, Gutweiler
3. St. Nikolaus, Kasel
4. St. Gertrud, Lorscheid
5. St. Martin, Mertesdorf
6. St. Martin, Morscheid und Riveris
7. St. Clemens, Osburg
8. St. Johannes der Täufer, Pluwig

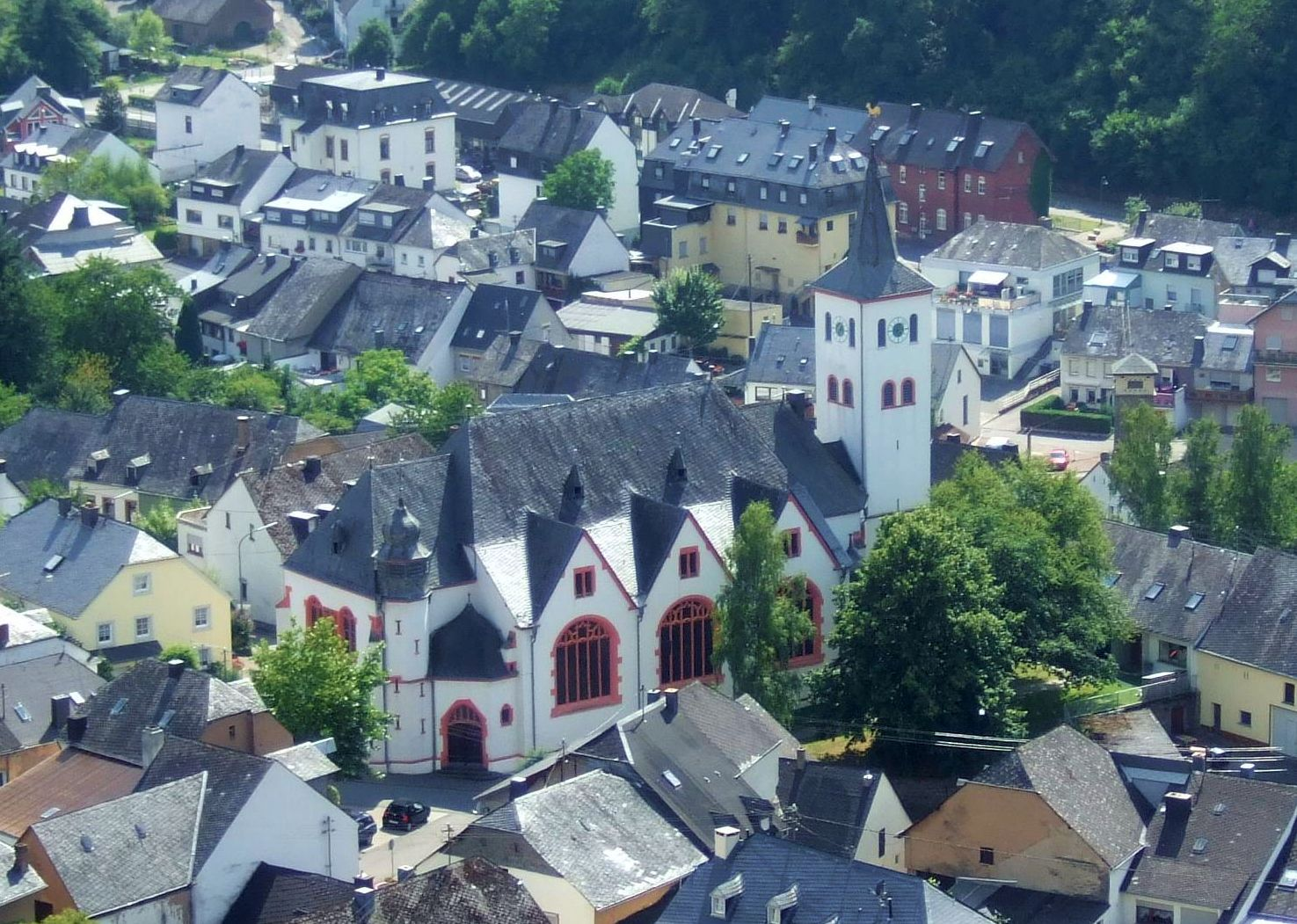
Katholische Kirche in Waldrach

9. St. Clemens, Trier-Ruwer, mit der kath. Pfarrkirche St. Clemens und Eitelsbach (mit der Kirche Vierzehn Nothelfer)
10. St. Andreas, Schöndorf
11. St. Pauli Bekehrung, Thomm, mit der kath. Pfarrkirche St. Pauli Bekehrung
12. St. Laurentius, Waldrach

In der Pfarreiengemeinschaft war Monsignore Stephan Wahl bis zum 30. April 2018 als Kooperator tätig. 
Seit 2018 lebt er als Seelsorger und Autor in Jerusalem.